# Elvira De Grey’s
Elvira De Grey’s (Elvira Dominga Comisso; * 12. Juli 1926 in Lomas de Zamora; † 4. November 1993) war eine argentinische Tangosängerin.

## Leben und Wirken
Die Tochter italienischer Einwanderer hatte Gesangsunterricht u. a. bei Salvador D'Bricco und sang zu Beginn ihrer Laufbahn italienische Kanzonetten. 1960 gewann sie den Ersten Preis beim Songfestival in San Remo mit dem Bolero La hiedra und den Ersten Preis beim Festival de Pussileppo in Neapel. In den 1960er Jahren trat sie bei verschiedenen argentinischen Radiosendern auf, u. a. Radio Belgrano, Radio Splendid und Radio El Mundo, außerdem auch am Teatro Odeón und Teatro Ópera. Als Tangosängerin gab sie in den 1970er Jahren Recitals im Theater des Bauen Hotel in Buenos Aires, im Castello Vecchio in La Boca und im Hotel Hermitage in Mar del Plata. 1978 wurde sie engagiert, Titel für die Fußball-Weltmeisterschaft aufzunehmen.
Ende der 1970er Jahre unternahm sie eine Tournee durch Amerika und Europa, bei der sie in 27 Ländern auftrat. Nach ihrer Rückkehr nach Argentinien 1980 trat sie im Fernsehen u. a. bei ATC (Argentina Televisora Color) in der Show fantástico, bei Canal 11 in der Reihe Tango y goles und bei Canal 9 in Grandes valores de hoy y de siempre auf. Bei ATC nahm sie außerdem ein Album auf, das in mehreren lateinamerikanischen Ländern erschien. Es folgten Auftritte in Buenos Aires (Elevage Hotel, Michelangelo, Salón Libertador im Sheraton Hotel). Bei einem Recital im Teatro La Cova in San Isidro präsentierte sie ihr Programm Elvira De Grey’s por los caminos del mundo, das sie mit Atahualpa Yupanquis Los ejes de mi carreta und Alfonsina y el mar von Ariel Ramírez und Félix Luna abschloss. 
1982 trat sie im Teatro General San Martín mit dem Orquesta de Buenos Aires unter Leitung von Raúl Garello und Carlos García auf. Später unternahm sie eine weitere Tournee durch Amerika, Europa und Vorderasien. Cátulo Castillo und Héctor Stamponi schrieben für sie den Tango L'Isolabella. Zu ihren musikalischen Begleitern zählten u. a. Horacio Malvicino, Víctor Buchino, Martín Darré und der Gitarrist Tito Francia.

## Aufnahmen
- L’Isolabella
- Por la vuelta
- Milonguita (Esthercita)
- Rosa de tango
- Cuando el amor muere